# Vachellia seyal
Espèce
Vachellia seyal (synonyme : Acacia seyal) est une espèce de plantes à fleurs de la famille des Fabaceae, sous-famille des Mimosoideae, originaire de l'Afrique tropicale.
Ce sont des arbres épineux pouvant atteindre 10 mètres de haut, dont les produits (bois, écorce, exsudats) sont utilisés à diverses fins.  
Avec Senegalia senegal (synonyme : Acacia senegal), il s'agit d’une des différentes espèces produisant de la gomme arabique. La gomme obtenue à partir de cette espèce est de consistance plus friable que les autres. 

## Liste des variétés
Cette espèce comprend deux variétés reconnues :

Selon Catalogue of Life (29 août 2018) :
- Vachellia seyal var. fistula (Schweinf.) Kyal. & Boatwr.
- Vachellia seyal var. seyal (Delile) P.J.H.Hurter